# Maria Ressa

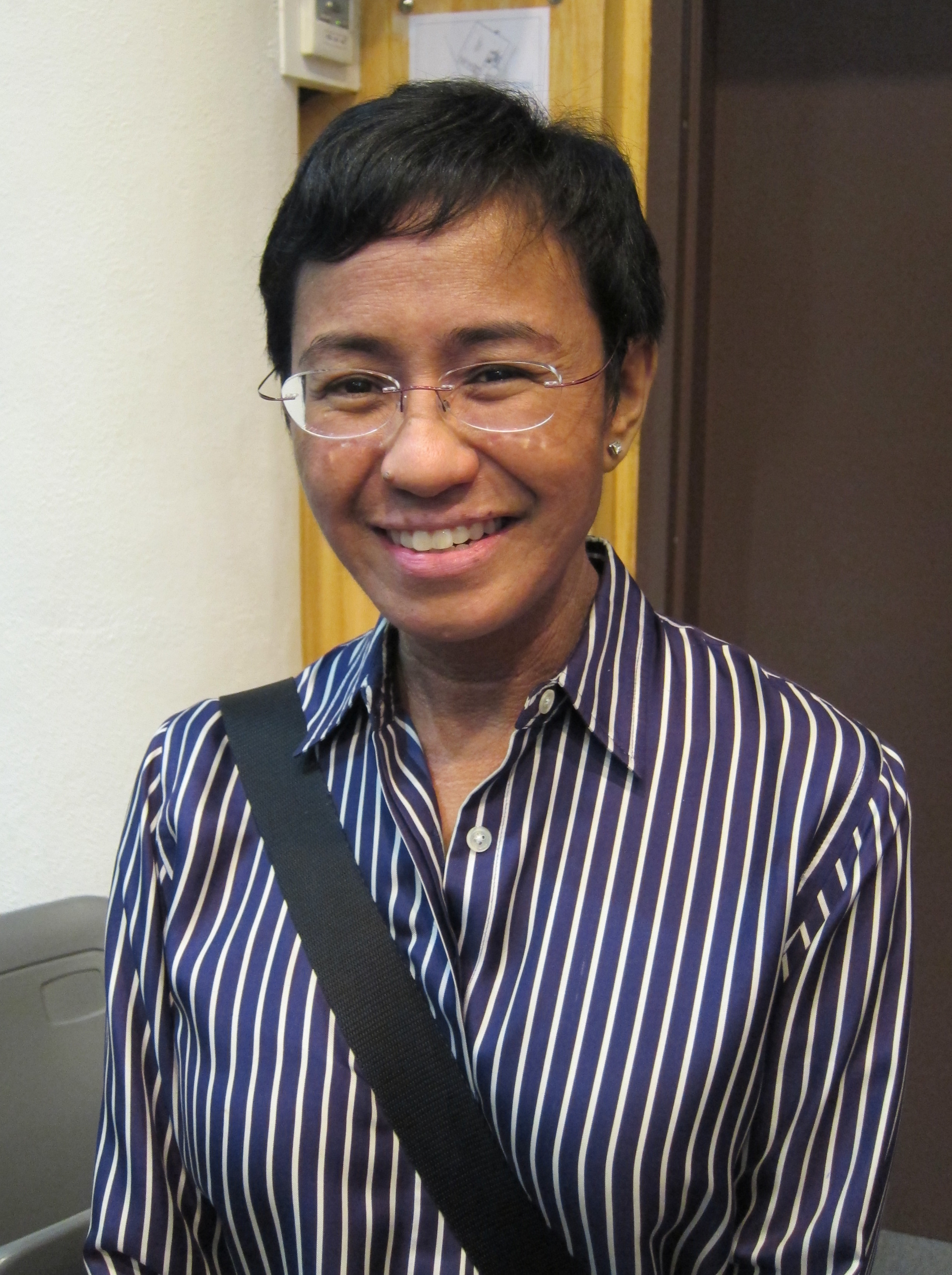
Maria Ressa, 2011

Maria Angelita Ross (geboren 2. Oktober 1963 in Manila) ist eine philippinische Journalistin und Autorin. Sie ist Mitgründerin, Geschäftsführerin und Chefredakteurin des Online-Nachrichtenportals Rappler und war fast zwei Jahrzehnte lang als leitende Investigativreporterin für CNN International in Südostasien tätig. Im Jahr 2021 wurde ihr der Friedensnobelpreis zuerkannt.

## Leben
Maria Ressa wurde auf den Philippinen geboren und wuchs in Manila auf. Als sie neun Jahre alt war, zogen ihre Eltern mit ihr nach Toms River (New Jersey, USA), wo Ressa 1982 ihren High-School-Abschluss machte.
Danach studierte Maria Ressa Biologie und Englisch an der Princeton-Universität (New Jersey, USA), wo sie cum laude mit einem Bachelor in Englisch abschloss. Im Anschluss daran kehrte sie mit einem Fulbright-Stipendium für politisches Theater nach Manila zurück und absolvierte ein Masterstudium an der Universität der Philippinen Diliman. In dieser Zeit wandte sie sich bereits dem Journalismus zu.
Ihre erste Anstellung 1987 erhielt sie beim Nachrichtensender CNN International. Von 1988 bis 1995 leitete sie das CNN-Büro in Manila (Philippinen) und von 1995 bis 2005 das CNN-Büro in Jakarta (Indonesien). Als leitende Investigativreporterin von CNN in Asien hat sie sich auf die Untersuchung terroristischer Netzwerke spezialisiert.

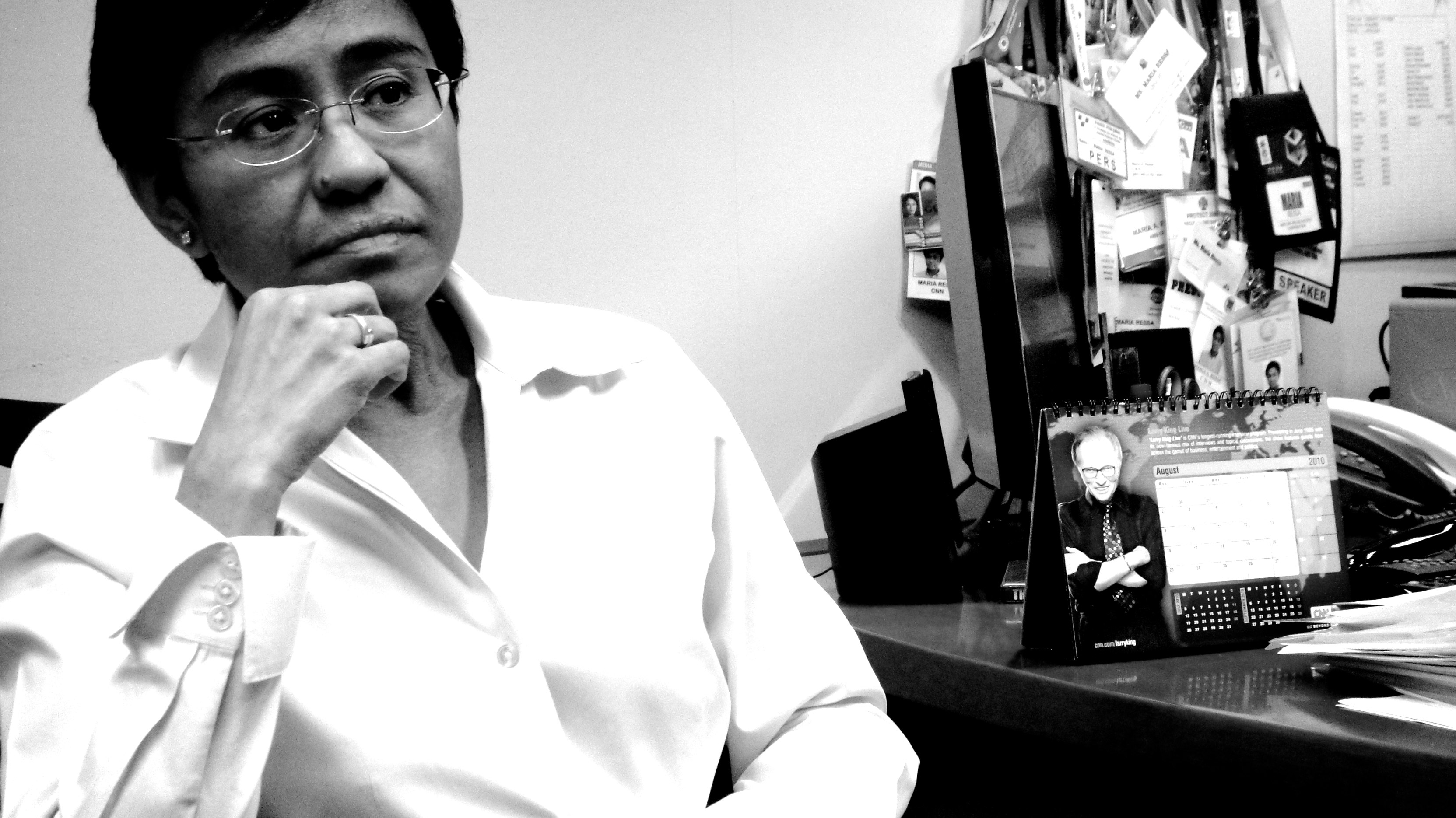
Ressa im Jahr 2010

Von 2004 bis 2010 leitete Ressa die Abteilung Aktuelles des philippinischen TV- und Online-Networks ABS-CBN. Sie arbeitete darüber hinaus weiterhin für CNN und The Wall Street Journal. In einem offenen Brief vom 11. Oktober 2010 kündigte Ressa an, ihren Sechsjahresvertrag mit ABS-CBN nicht zu verlängern. Sie wechselte zum Internationalen Forschungszentrum für Politische Gewalt und Terrorismus (ICPVTR) des S. Rajaratnam Instituts für Internationale Studien an der Technischen Universität Nanyang in Singapur als Writer in Residence.
2012 gründete Ressa gemeinsam mit Kollegen das Online-Nachrichtenportal Rappler, das bereits 2011 als ein Social-Media-Nachrichtenkanal initiiert wurde.
Ressa ist Autorin von zwei Büchern über den Aufstieg des Terrorismus in Südostasien. Bislang erschienen 2003 Seeds of Terror: An Eyewitness Account of Al-Qaeda's Newest Center und 2013 From Bin Laden to Facebook 10 Days of Abduction, 10 Years of Terrorism nur in Englisch.

## Kampf um Pressefreiheit
Rappler und seine Geschäftsführerin Maria Ressa gerieten aufgrund ihrer Berichterstattung über den philippinischen Präsidenten Rodrigo Duterte unter Druck, insbesondere, weil sie kritisch über den „Krieg gegen Drogen“ und Dutertes Aufruf zu Selbstjustiz durch Bürgerwehren und Polizei berichtet hatten.
Am 22. Januar 2018 musste Maria Ressa als Geschäftsführerin von Rappler vor dem National Bureau of Investigation (NBI) erscheinen, um der Vorladung aufgrund einer Online-Verleumdungsklage nachzukommen, die gegen Ressa, den ehemaligen Rappler-Reporter Reynaldo Santos und den Geschäftsmann Benjamin Bitanga gerichtet worden war. Die Anzeige gegen Ressa und ihre Mitstreiter war von dem Geschäftsmann Wilfredo Keng erwirkt worden, nachdem das Webportal Rappler einen Artikel über ihn veröffentlicht hatte.
Im November 2018 kündigten die philippinischen Behörden an, dass sie Ressa und Rapplers Muttergesellschaft, die Rappler Holdings Corporation, wegen Steuerhinterziehung und Nichtvorlage von Steuererklärungen anklagen würden. Sowohl Ressa als auch Rappler haben Steuerhinterziehung oder ein Fehlverhalten abgestritten.
„Dieses ist eine klare Form der anhaltenden Einschüchterung und Schikanierung gegen uns, und ein Versuch, Journalisten zum Schweigen zu bringen“, sagte Rappler in einer Erklärung, nachdem die Regierung Duterte die Vorwürfe Anfang November 2018 gegen das Newsportal und seine Geschäftsführerin Ressa erhoben hatte. Am 15. Juni 2020 wurde Ressa der Verleumdung für schuldig befunden; das Strafmaß stand zunächst noch aus. Die Menschenrechtsorganisation Human Rights Watch kritisierte das Urteil als „Frontalangriff auf die Pressefreiheit“. Am 18. Januar 2023 sprach das Berufungsgericht für Steuern der Philippinen sie und ihre Online-Nachrichtenwebsite Rappler vom Vorwurf der Steuerhinterziehung frei, der 2018 von der Regierung gegen sie erhoben worden war.

## Ehrungen und Auszeichnungen
Für ihre journalistische Arbeit wurde Maria Ressa mit diversen Auszeichnungen geehrt, unter anderem mit dem Overseas Press Club Award für die Beste Dokumentation, dem National Headliner Award für Investigativjournalismus, einer Emmy-Nominierung für hervorragende Investigation, den Asian Television Award TOWNS – Ten Outstanding Women in the Nation's Service (Philippinen) und TOYM.
Im Jahr 2010 wählte das US-amerikanische Männermagazin Esquire Ressa zur „sexiest Frau auf den Philippinen“ mit der Begründung: „Trotz ihrer Größe furchtlos genug, um einen Augenzeugenbericht über Al-Qaida zu schreiben.“
Im Jahr 2015 verlieh der Philippine Movie Press Club bei den 29. PMPC Star Awards for Television Maria Ressa die Auszeichnung Excellence in Broadcasting Lifetime Achievement.
Im Jahr 2016 wurde sie von Kalibrr, einer indonesischen Arbeitskräfteplattform, als „eine der acht einflussreichsten und mächtigsten Frauen der Philippinen“ aufgeführt.
Im November 2017 nahm Ressa als Geschäftsführerin der Nachrichtenorganisation Rappler den Demokratiepreis 2017 vom National Democratic Institute (NDI), einer gemeinnützigen Organisation zur Unterstützung demokratischer Teilhabe weltweit, entgegen, der an drei Organisationen zum Thema „Desinformation vs. Demokratie: Kämpfen um Fakten“ vergeben wurde.
Im Juni 2018 erhielt Ressa auch den Golden Pen of Freedom Award des Weltverbandes der Zeitungen für ihre Arbeit mit Rappler. 2018 wurde ihr außerdem vom CPJ, dem Komitee zum Schutz von Journalisten, der Gwen-Ifill-Preis für Pressefreiheit verliehen.
Im Dezember 2018 wurde sie vom US-Magazin Time als Person des Jahres 2018 und Wächter im „Krieg gegen die Wahrheit“ geehrt.
Im November 2020 wurde Ressa für ihren Widerstand gegen Beschränkungen des freien Wortes von der schwedischen Sektion von P.E.N. mit dem Tucholsky-Preis geehrt. 2021 wurde sie mit dem Guillermo Cano World Press Freedom Prize ausgezeichnet.
Im Oktober 2021 wurde Ressa gemeinsam mit dem russischen Journalisten Dmitri Muratow der Friedensnobelpreis zuerkannt. Beide erhielten die Auszeichnung „für ihre Bemühungen um die Wahrung der Meinungsfreiheit, die eine Voraussetzung für Demokratie und dauerhaften Frieden ist“. Der philippinische Generalstaatsanwalt José Calida versuchte im Vorfeld, Ressas Reise nach Oslo zur persönlichen Entgegennahme des Preises zu verhindern. In ihrer Dankesrede zur Verleihung des Preises griff sie Facebook an und nannte es eine „Flut von Giftschlamm“ in den sozialen Medien. Die Technologiegiganten hätten „zugelassen, dass ein Virus der Lüge jeden von uns infiziert“, um vom Hass zu profitieren.

## Werke
- Seeds of Terror: An Eyewitness Account of Al-Qaeda’s Newest Center of Operations in Southeast Asia. The Free Press, New York 2003, ISBN 0-7432-5133-4.
- From Bin Laden To Facebook: 10 Days Of Abduction, 10 Years Of Terrorism. Imperial College Press, London 2013, ISBN 978-1-908979-53-7.
- How to stand up to a dictator. Bastei Lübbe, Köln 2022, ISBN 978-3-86995-121-8.